# Balclutha robusta
Balclutha robusta är en insektsart som beskrevs av Caldwell 1952 . Balclutha robusta ingår i släktet Balclutha och familjen dvärgstritar. Inga underarter finns listade i Catalogue of Life.